# 2017 UN44
2017 UN44 ist ein Asteroid, der zu den Erdnahen Asteroiden (Amor-Typ) zählt und am 29. Oktober 2017 vom  Pan-STARRS 1-Teleskop am Vulkan Haleakalā in Hawaii (IAU-Code F51) entdeckt wurde.